# Unión de Izquierda Socialista
La Unión de Izquierda Socialista —en francés, Union de la Gauche Socialiste, UGS— fue una agrupación política francesa fundada a finales de 1957. Fue resultado de la fusión de Nueva Izquierda (Nouvelle Gauche) —formada por disidentes de la Sección Francesa de la Internacional Obrera (SFIO) y del Partido Comunista Francés (PCF) entre los que estaban Claude Bourdet y Gilles Martinet—; el Movimiento de Liberación del Pueblo (Mouvement de Libération du Peuple, MLP), una organización de acción católica obrera; la mayoría de La Joven República (La Jeune République), un partido de socialistas cristianos; Tribuna de Comunismo (Tribune du Communisme), integrada por antiguos miembros del PCF; Acción Socialista (Action Socialiste) y Unidad Socialista (Unité Socialiste).
El resultado fue un grupo heterogéneo que integraba por primera vez a marxistas y cristianos. Publicó el semanario Tribune du Peuple y la revista mensual Perspectives Socialistes.
En 1960 convergió con el Partido Socialista Autónomo para formar el nuevo Partido Socialista Unificado.